# Longpré-les-Corps-Saints
Longpré-les-Corps-Saints és un municipi francès situat al departament del Somme i a la regió dels Alts de França. L'any 2007 tenia 1.678 habitants.

## Demografia

### Població

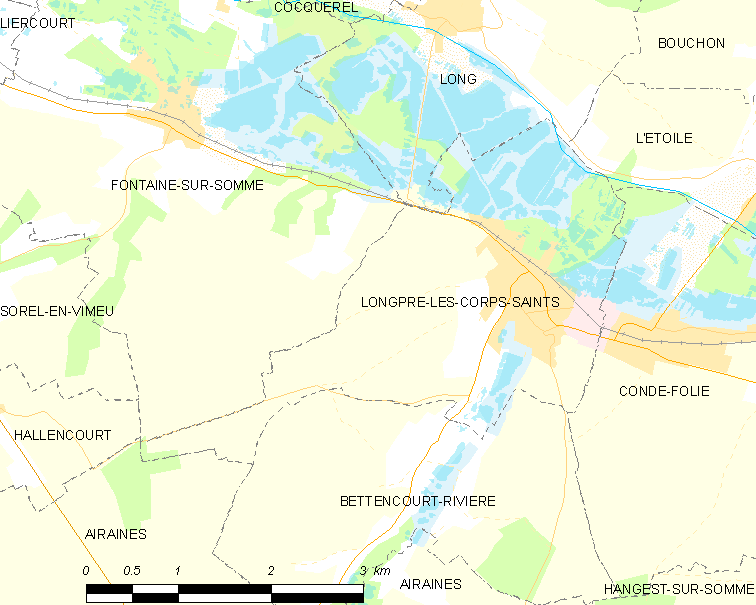
mapa del municipi

El 2007 la població de fet de Longpré-les-Corps-Saints era de 1.678 persones. Hi havia 671 famílies de les quals 183 eren unipersonals (73 homes vivint sols i 110 dones vivint soles), 203 parelles sense fills, 244 parelles amb fills i 41 famílies monoparentals amb fills.
La població ha evolucionat segons el següent gràfic:
Habitants censats

### Habitatges

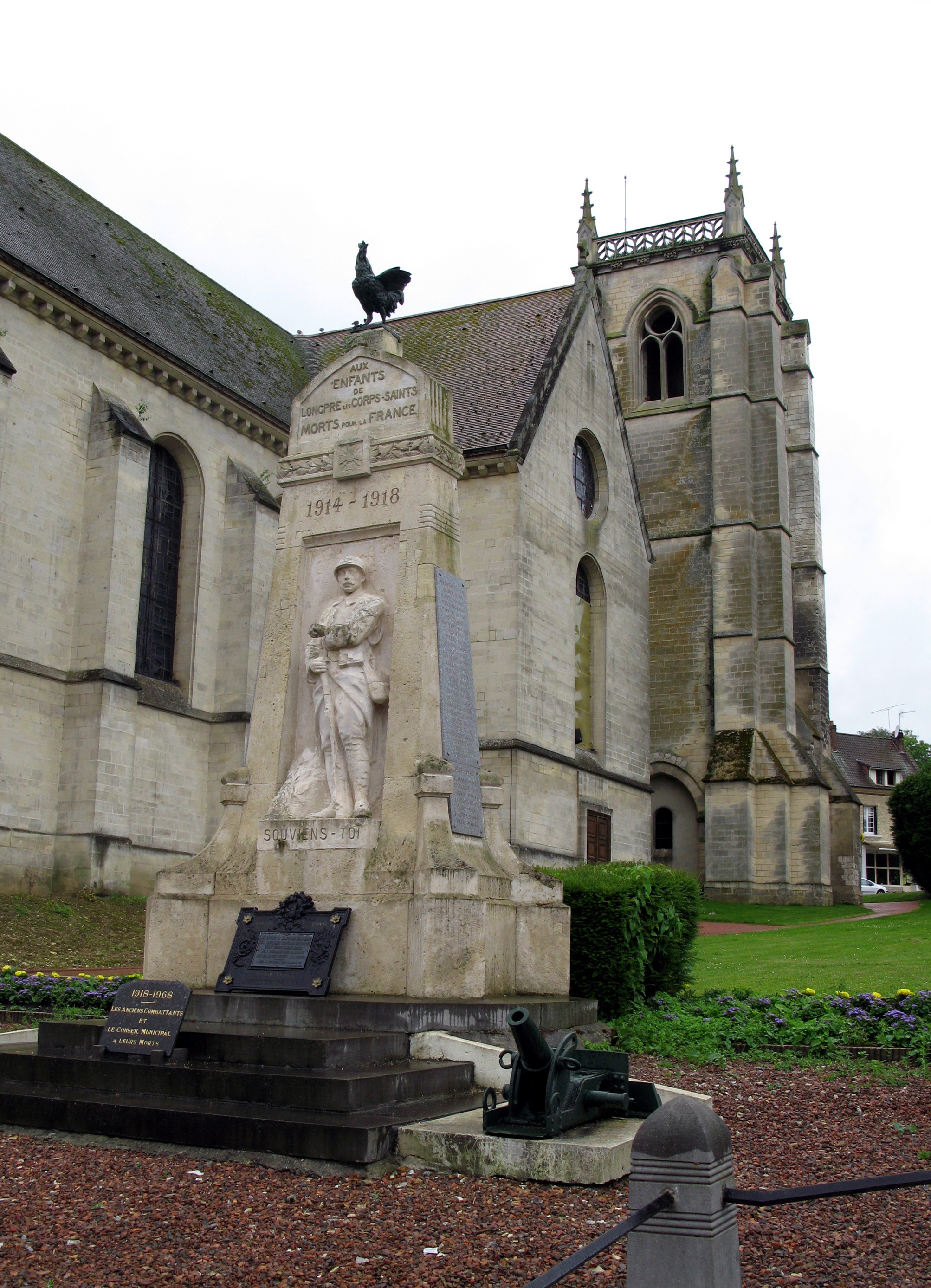

El 2007 hi havia 814 habitatges, 688 eren l'habitatge principal de la família, 90 eren segones residències i 36 estaven desocupats. 733 eren cases i 62 eren apartaments. Dels 688 habitatges principals, 433 estaven ocupats pels seus propietaris, 241 estaven llogats i ocupats pels llogaters i 13 estaven cedits a títol gratuït; 3 tenien una cambra, 30 en tenien dues, 179 en tenien tres, 183 en tenien quatre i 293 en tenien cinc o més. 459 habitatges disposaven pel capbaix d'una plaça de pàrquing. A 337 habitatges hi havia un automòbil i a 200 n'hi havia dos o més.

### Piràmide de població

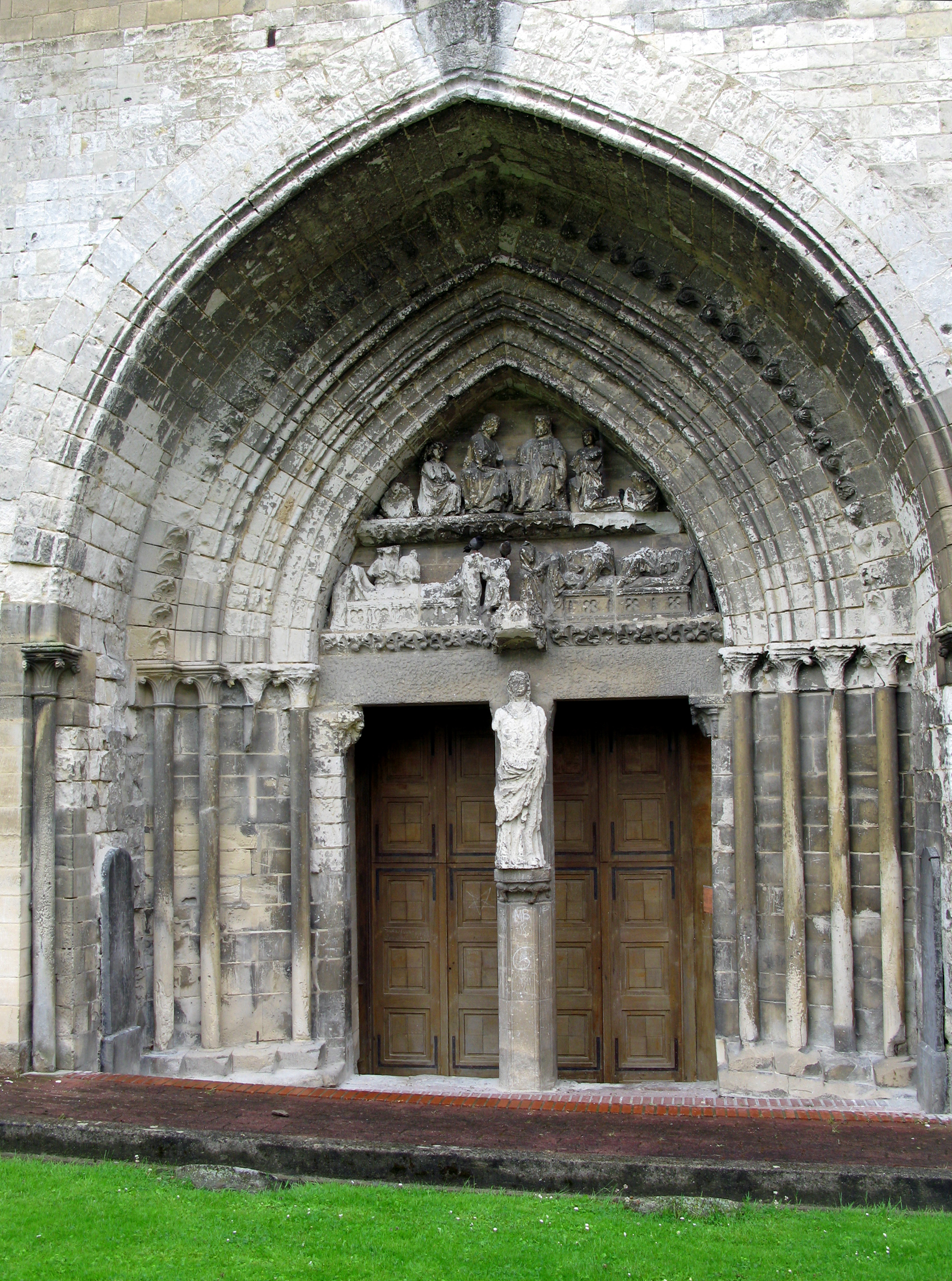

La piràmide de població per edats i sexe el 2009 era:
| Homes | Edats   | Dones |
| ----- | ------- | ----- |
| 0     | 95 o +  | 0     |
| 8     | 90 a 94 | 6     |
| 10    | 85 a 89 | 26    |
| 4     | 80 a 84 | 13    |
| 40    | 75 a 79 | 49    |
| 38    | 70 a 74 | 58    |
| 28    | 65 a 69 | 43    |
| 29    | 60 a 64 | 43    |
| 45    | 55 a 59 | 36    |
| 33    | 50 a 54 | 47    |
| 43    | 45 a 49 | 59    |
| 85    | 40 a 44 | 73    |
| 45    | 35 a 39 | 41    |
| 67    | 30 a 34 | 55    |
| 45    | 25 a 29 | 36    |
| 46    | 20 a 24 | 64    |
| 51    | 15 a 19 | 62    |
| 56    | 10 a 14 | 53    |
| 35    | 5 a 9   | 38    |
| 31    | 0 a 4   | 33    |

## Economia

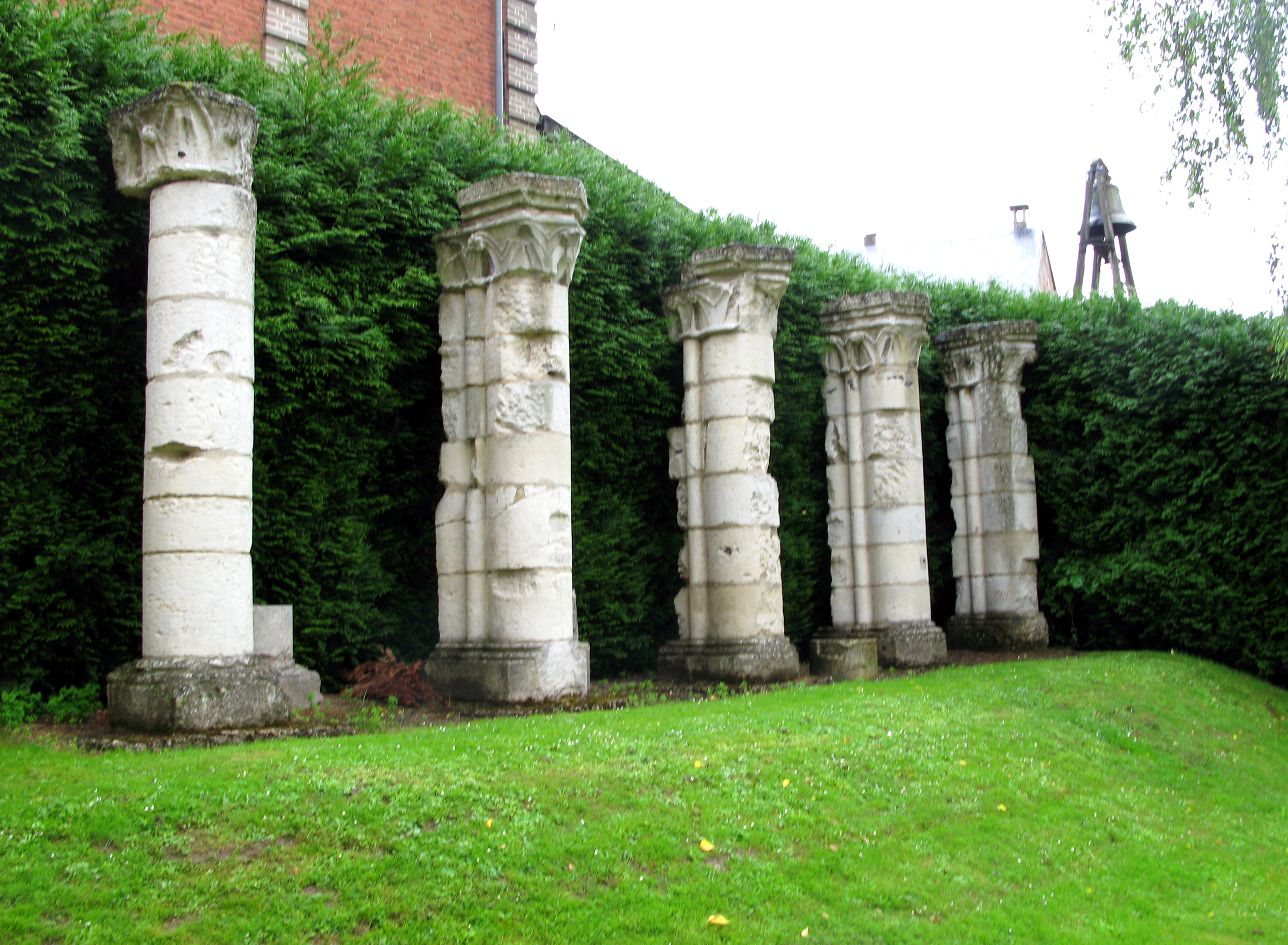

El 2007 la població en edat de treballar era de 1.035 persones, 729 eren actives i 306 eren inactives. De les 729 persones actives 620 estaven ocupades (348 homes i 272 dones) i 109 estaven aturades (53 homes i 56 dones). De les 306 persones inactives 77 estaven jubilades, 84 estaven estudiant i 145 estaven classificades com a «altres inactius».

### Ingressos
El 2009 a Longpré-les-Corps-Saints hi havia 690 unitats fiscals que integraven 1.643 persones, la mediana anual d'ingressos fiscals per persona era de 15.402 €.

### Activitats econòmiques

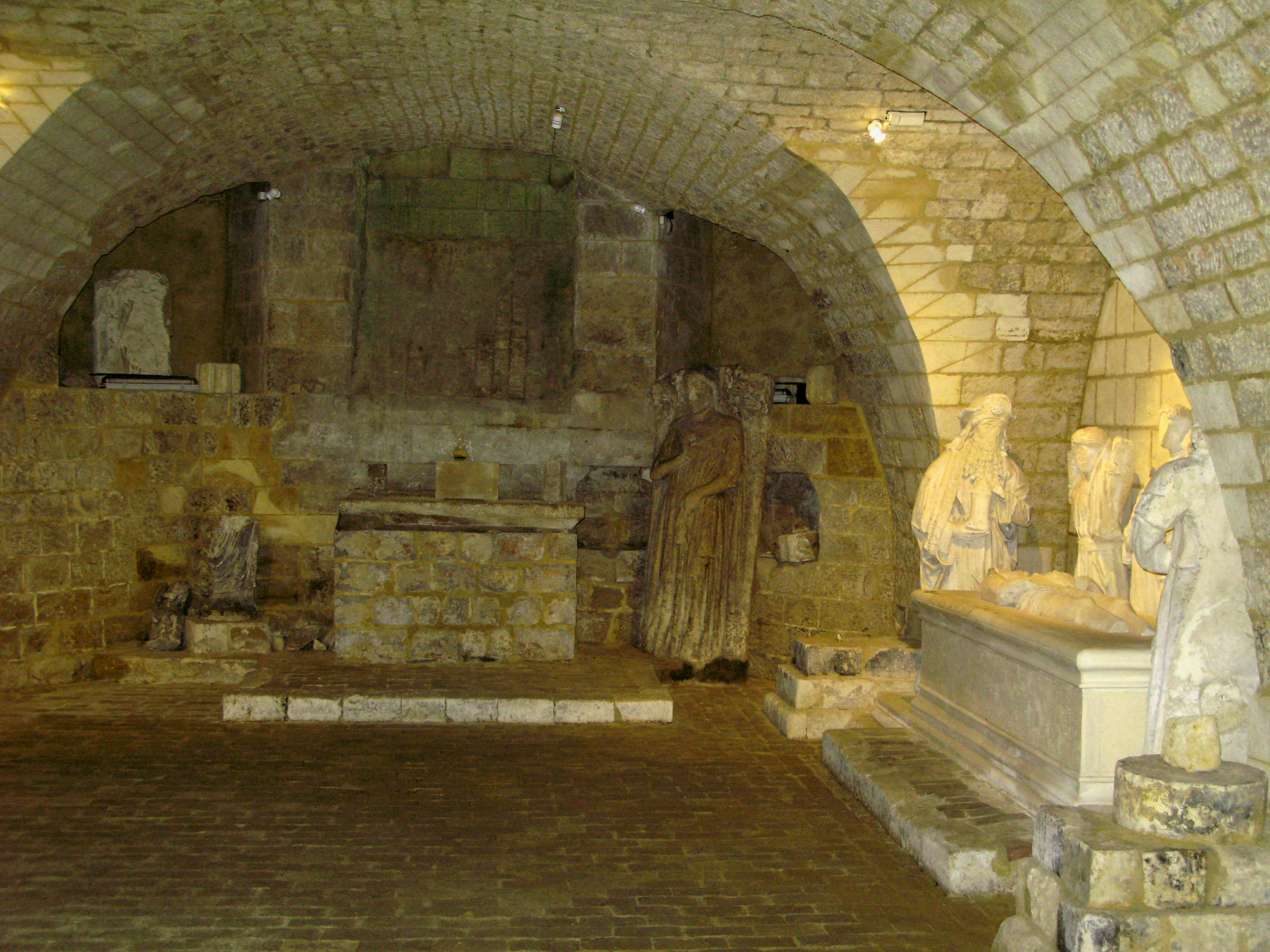

Dels 58 establiments que hi havia el 2007, 1 era d'una empresa extractiva, 5 d'empreses alimentàries, 2 d'empreses de fabricació d'altres productes industrials, 4 d'empreses de construcció, 12 d'empreses de comerç i reparació d'automòbils, 5 d'empreses de transport, 3 d'empreses d'hostatgeria i restauració, 1 d'una empresa financera, 2 d'empreses immobiliàries, 5 d'empreses de serveis, 9 d'entitats de l'administració pública i 9 d'empreses classificades com a «altres activitats de serveis».
Dels 13 establiments de servei als particulars que hi havia el 2009, 1 era una oficina de correu, 1 una oficina bancària, 1 funerària, 2 tallers de reparació d'automòbils i de material agrícola, 1 paleta, 1 fusteria, 1 lampisteria, 1 electricista i 4 perruqueries.
Dels 10 establiments comercials que hi havia el 2009, 1 era un hipermercat, 1 un supermercat, 1 una botiga de més de 120 m², 4 fleques, 1 una fleca, 1 una llibreria i 1 una joieria.

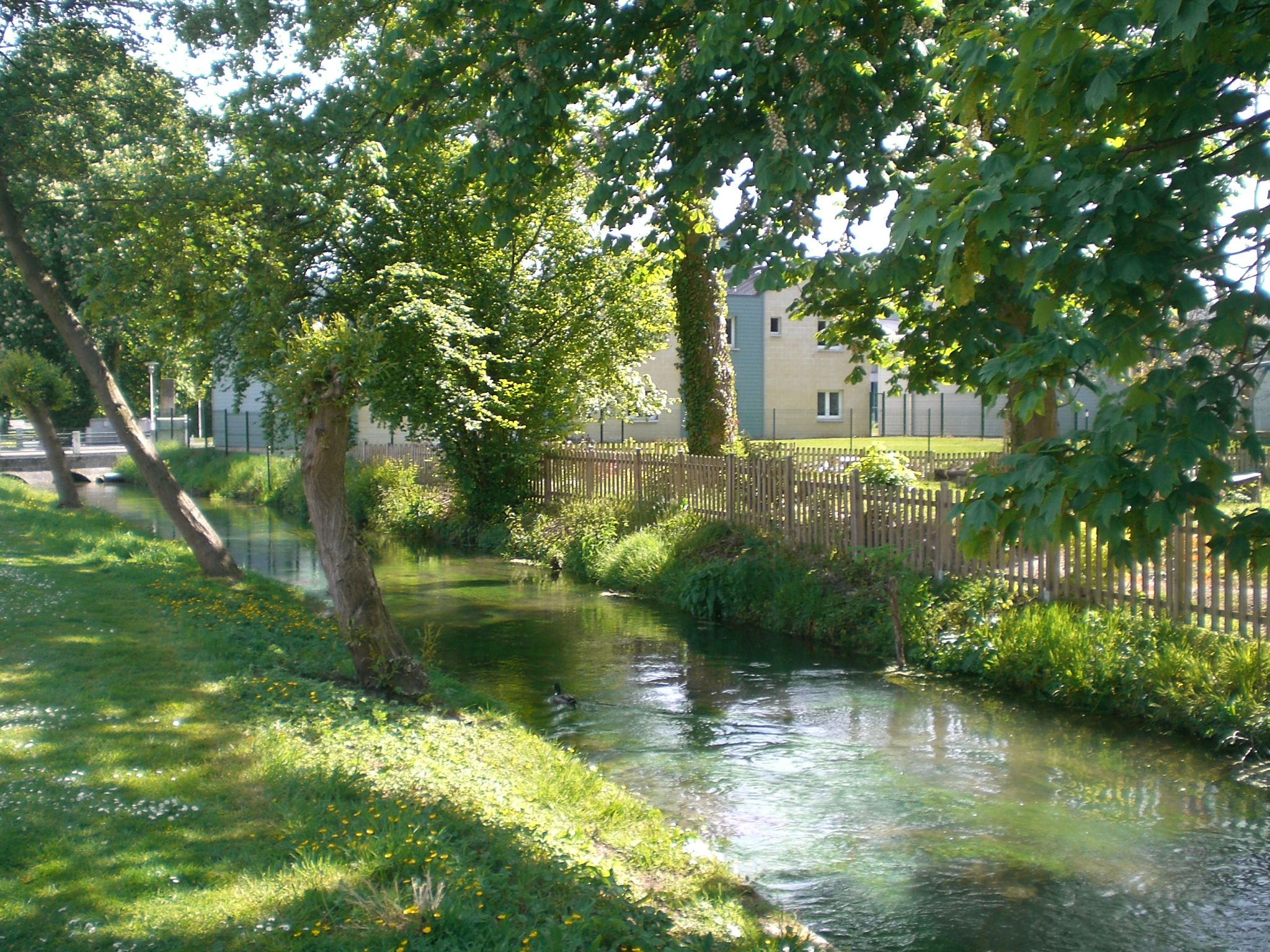

L'any 2000 a Longpré-les-Corps-Saints hi havia 8 explotacions agrícoles que ocupaven un total de 630 hectàrees.

## Equipaments sanitaris i escolars
L'únic equipament sanitari que hi havia el 2009 era una farmàcia.
El 2009 hi havia 1 escola maternal i 1 escola elemental. Longpré-les-Corps-Saints disposava d'un col·legi d'educació secundària amb 282 alumnes.

## Poblacions més properes

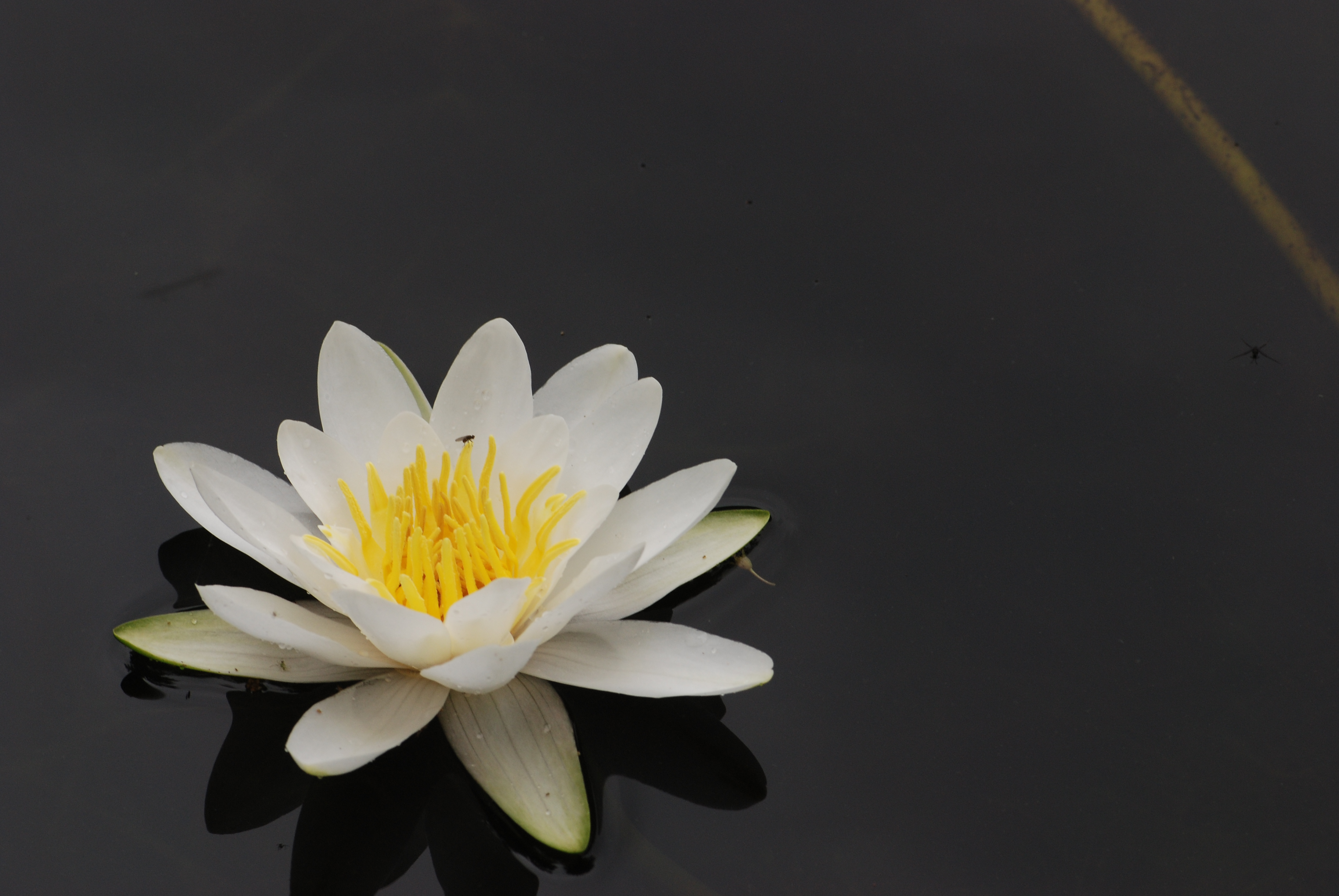
nimphea

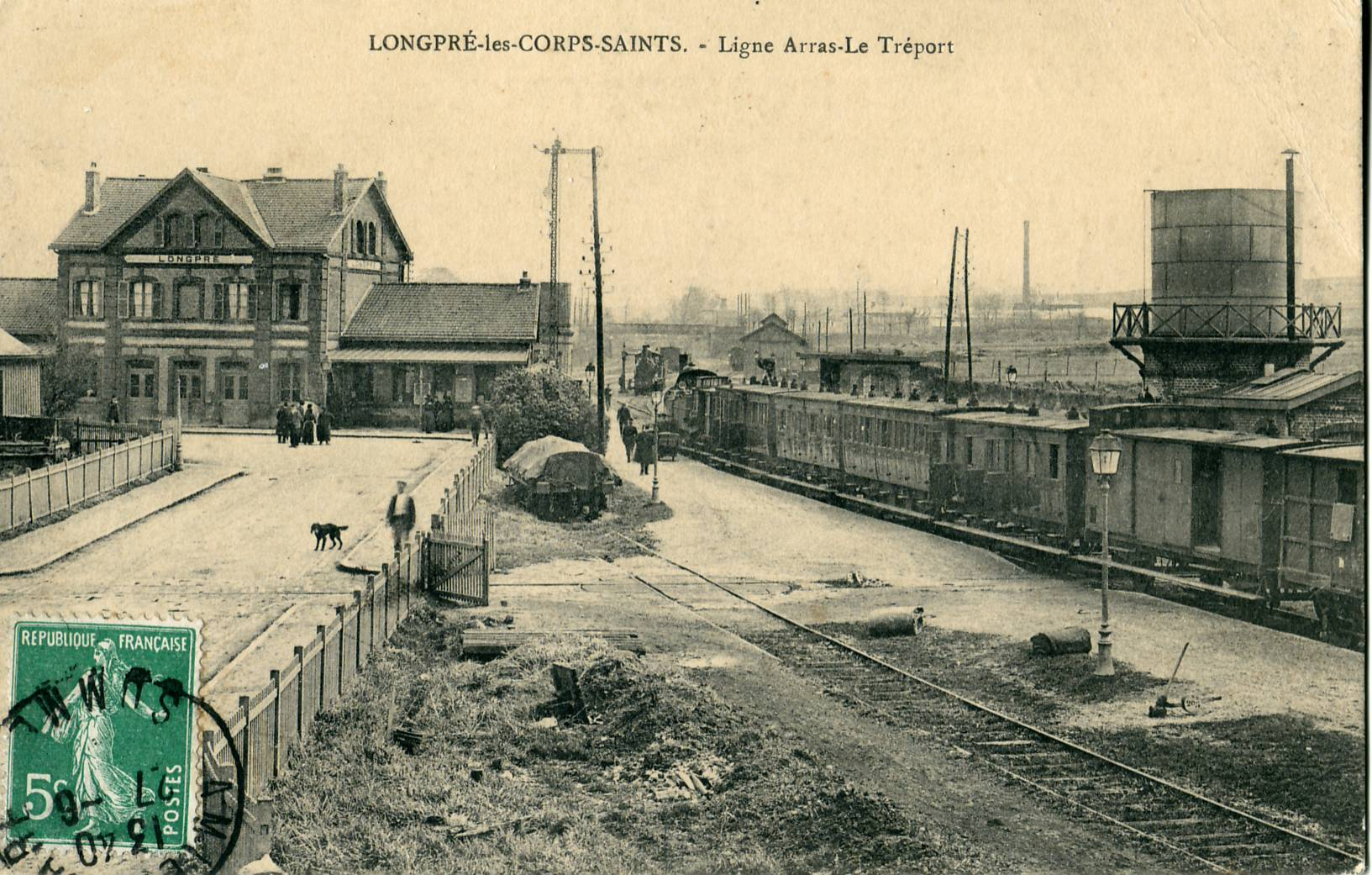

El següent diagrama mostra les poblacions més properes.